# Euepixylon
Euepixylon Füisting – rodzaj grzybów z rodziny próchnilcowatych (Xylariaceae).

## Systematyka i nazewnictwo
Pozycja w klasyfikacji według Index Fungorum: Xylariaceae, Xylariales, Xylariomycetidae, Sordariomycetes, Pezizomycotina, Ascomycota, Fungi.
Synonimy: Anthostoma subgen. Fuckelia Nitschke ex Sacc.,
Fuckelia (Nitschke ex Sacc.) Cooke.

## Gatunki
- Euepixylon quercina Lar.N. Vassiljeva 1998
- Euepixylon udum (Pers.) Læssøe & Spooner 1994

Nazwy naukowe na podstawie Index Fungorum.
W Polsce występuje Euepixylon udum.